# Imma cymbalodes
Imma cymbalodes är en fjärilsart som beskrevs av Edward Meyrick 1906. Imma cymbalodes ingår i släktet Imma och familjen Immidae. Inga underarter finns listade i Catalogue of Life.